# Alexandre Thibault
Pour les articles homonymes, voir Thibault.
Alexandre Thibault est un acteur français né le 15 décembre 1968.

## Biographie
Fils de l'acteur Jean-Marc Thibault et de la comédienne et scénariste Sophie Agacinski, il a deux filles. Son rôle le plus important est celui de Julien, dans la série de TF1, Une famille formidable, à laquelle il participe entre 1992 et 2018.

## Filmographie

### Cinéma
- 1987 : Travelling avant de Jean-Charles Tacchella
- 2002 : Féroce de Gilles de Maistre : le forcené du centre commercial
- 2003 : À la petite semaine de Sam Karmann : le metteur en scène
- 2004 : Nos amis les flics de Bob Swaim : le jeune dans l'Austin
- 2012 : Si tu veux revoir ta mère, court métrage de Xavier Douin : le curé
- 2012 : Bienvenue aux acteurs anonymes, court métrage de Mathias Gomis : lui-même

### Télévision
- 1990 : Maguy, épisodes 88 et 236 : Paul
- 1991 : Une affaire d'État de Jean Marboeuf
- 1992 - 2018 : Une famille formidable, série créée par Joëlle Miquel, Laurent Vachaud, Ève Deboise et Alain Layrac : Julien Viguier
- 1993 : Maria des Eaux-Vives, mini-série créée par Jean-Pierre Jaubert : Pierre
- 1994 : Les Yeux d'Hélène, mini-série réalisée par Jean Sagols : Elvis
- 1995 : Terre indigo, mini-série créée par Gilles Gerardin et Éric-Emmanuel Schmitt : Timoteo
- 1996 : Commandant Nerval, épisode À qui profite le crime ? réalisé par Henri Helman : Chesnais
- 1997 : Cassidi et Cassidi : Le Démon de midi de Joël Santoni : Luc Malissard
- 1998 : Une femme d'honneur, épisode Balles perdues réalisé par Bernard Uzan : Thomas Godard
- 1998 : Bonnes vacances de Pierre Badel : le journaliste
- 1999 : L'Histoire du samedi, épisode Ma terre réalisé par Bernard Malaterre : Manu
- 2000 : Passage interdit de Michaël Perrotta : Arnaud Blagnac
- 2000 : Julie Lescaut, épisode Destins croisés réalisé par Alain Wermus : Marc Legrand
- 2001 - 2005 : Sous le soleil, série créée par Olivier Bremond et Pascal Breton : Philippe Darel
- 2002 : Et demain, Paula ? de Michaël Perrotta : le 2e avocat
- 2003 : Rien ne va plus de Michel Sibra : Julien
- 2003 : Les Enfants du miracle de Sébastien Grall : Journaliste Montdore
- 2003 : Les Cordier, juge et flic, épisode Cours du soir réalisé par Michaël Perrotta : l'expert
- 2003 : Un été de canicule, mini-série réalisée par Sébastien Grall : Laurent Labaume
- 2003 : Action Justice, épisode Déclaré coupable réalisé par Alain Nahum
- 2003 : Le Tuteur, épisode Flèche d'or réalisé par Roger Kahane : Antoine Tony Carrera
- 2003 : Une femme d'honneur, épisode Femme d'occasion : Bruno
- 2004 : Eaux troubles de Luc Béraud : Yann
- 2004 : La Crim', épisode Jugement dernier réalisé par Dominique Guillo : le photographe
- 2004 : Navarro, épisode La Machination réalisé par Patrick Jamain : Julien Joigny
- 2005 : Trois femmes flics, série créée par Tania de Montaigne, Sophie Pincemaille et Patrick Tringale : Fabien
- 2005 : Plus belle la vie, saison 1, épisodes 144 à 169 : Nicolas Barrel (23 épisodes)
- 2005 : Lucile et le petit prince de Marian Handwerker : Étienne
- 2005 : Un coin d'Azur d'Heikki Arekallio : le commissaire Galli
- 2006 : Poussière d'amour de Philippe Venault : Gaëtan
- 2006 : Mademoiselle Joubert, épisode Chagrin caché réalisé par Claudio Tonetti : Yannick
- 2006 : Commissaire Moulin, police judiciaire, épisode Le Profil du tueur réalisé par José Pinheiro : Laugier
- 2006 : Aller-retour dans la journée de Pierre Sisser : Papa
- 2006 - 2007 : Alice & Charlie, série : Luc
- 2007 : Le Vrai Coupable de Francis Huster : Philippe
- 2007 : Une maman pour un cœur de Patrice Martineau : Marc Weil
- 2007 : Le Maître qui laissait les enfants rêver de Daniel Losset : Célestin Freinet
- 2007 : Sécurité intérieure, épisode Immunité diplomatique réalisé par Patrick Grandperret : Julien
- 2007 : Voici venir l'orage..., mini-série réalisée par Nina Companeez : Iouri
- 2008 : Duval et Moretti, épisode Otages réalisé par Jean-Pierre Prévost : Lionel
- 2008 : Merci, les enfants vont bien, série, saison 4 : Patron 2
- 2008 - 2009 : Seconde Chance, série créée par Nathalie Abdelnour, Elsa Marpeau, Mathieu Missoffe et Élodie Namer : Mathieu Lerois
- 2009 : Les Toqués, épisode pilote réalisé par Patrick Malakian : l'employé municipal
- 2009 : Comprendre & pardonner, épisode Une histoire d'amitié : Arnaud
- 2010 - 2011 : Camping Paradis, épisodes Coup de vent sur le camping réalisé par Pascal Heylbroeck, Doc Love au camping réalisé par Bruno Garcia et Roméo et Juliette au Camping, réalisé par François Guérin : Mathieu, petit ami de Rosy
- 2012 : Caïn, épisode Jalousie réalisé par Bertrand Arthuys : Paul Bruand
- 2013 : Joséphine ange gardien, épisode Double foyer  réalisé par Pascal Heylbroeck : Simon
- 2015 : Camping Paradis, épisode Carnaval au camping réalisé par Philippe Proteau : Alex
- 2015 : Au revoir... et à bientôt ! de Miguel Courtois : Alain Duvallois
- 2016 : Nina, épisode Sous le choc réalisé par Adeline Darraux : Luc Brunel
- 2017 : La Stagiaire, épisode Une histoire d'amour réalisé par Olivier Barma : Jérémy Breton
- 2020 : Draculi & Gandolfi de Guillaume Sanjorge : Sorcier Becbunzoun[1]
- 2021 : La Stagiaire, épisode Violences réalisé par Philippe Bérenger : Damien Morand
- 2022 : Et doucement rallumer les étoiles de Thierry Petit : Rémi
- 2023 : Un Soupçon de Philippe Dajoux : commissaire Benameur
- 2023 : Demain nous appartient : Laurent Gallois père de Corentin Gallois